# Ligue A de la Ligue des nations de l'UEFA 2020-2021
Navigation
Ligue A 2018-2019 Ligue A 2022-2023
La Ligue A de la Ligue des nations 2020-2021 est la première division de la Ligue des nations 2020-2021, deuxième édition d'une compétition impliquant les équipes nationales masculines des 55 associations membres de l'UEFA.

## Format
La Ligue A se compose des 12 associations de Ligue A de la Ligue des nations 2018-2019 plus quatre équipes promues de Ligue B de la précédente édition, et se divise en quatre groupes de quatre équipes. Les vainqueurs de chaque groupe se qualifient pour la phase finale de la Ligue des nations. Initialement, les équipes classées quatrièmes de chaque groupes sont reléguées en Ligue B.
La phase finale prend place durant le mois d'octobre 2021, sous la forme d'un tournoi à élimination directe avec deux demi-finales, un match pour la troisième place et une finale. Le vainqueur de la finale est désigné champion de la compétition.
| Nations            | Dernière montée | Classement 2018-2019 | Sélectionneur                            | Depuis | Stade principal            | Capacité | Nombre de saisons en Ligue A |
| ------------------ | --------------- | -------------------- | ---------------------------------------- | ------ | -------------------------- | -------- | ---------------------------- |
| Portugal T         | -               | 1er                  | Fernando Santos                          | 2014   | Estádio da Luz             | 64 642   | 1                            |
| Pays-Bas           | -               | 2e                   | Dwight Lodeweges (intérim) Frank de Boer | 2020   | Johan Cruyff Arena         | 54 990   | 1                            |
| Angleterre         | -               | 3e                   | Gareth Southgate                         | 2016   | Stade de Wembley           | 90 000   | 1                            |
| Suisse             | -               | 4e                   | Vladimir Petković                        | 2014   | Parc Saint-Jacques         | 38 512   | 1                            |
| Belgique           | -               | 5e                   | Roberto Martínez                         | 2016   | Stade Roi Baudouin         | 50 093   | 1                            |
| France             | -               | 6e                   | Didier Deschamps                         | 2012   | Stade de France            | 80 698   | 1                            |
| Espagne            | -               | 7e                   | Luis Enrique                             | 2019   | Stade Alfredo-Di-Stéfano   | 9 000    | 1                            |
| Italie             | -               | 8e                   | Roberto Mancini                          | 2018   | Stade olympique de Rome    | 72 698   | 1                            |
| Croatie            | -               | 9e                   | Zlatko Dalić                             | 2017   | Stade Maksimir             | 35 123   | 1                            |
| Pologne            | -               | 10e                  | Jerzy Brzęczek                           | 2018   | Stade national de Varsovie | 58 580   | 1                            |
| Allemagne          | -               | 11e                  | Joachim Löw                              | 2006   | Stade olympique de Berlin  | 74 475   | 1                            |
| Islande            | -               | 12e                  | Erik Hamrén                              | 2018   | Laugardalsvöllur           | 9 800    | 1                            |
| Bosnie-Herzégovine | 2020            | 1er (Ligue B)        | Dušan Bajević                            | 2019   | Stade Bilino-Polje         | 15 600   | 0                            |
| Ukraine            | 2020            | 2e (Ligue B)         | Andriy Chevtchenko                       | 2016   | Stade olympique de Kiev    | 70 050   | 0                            |
| Danemark           | 2020            | 3e (Ligue B)         | Kasper Hjulmand                          | 2020   | Parken Stadium             | 38 065   | 0                            |
| Suède              | 2020            | 4e (Ligue B)         | Janne Andersson                          | 2016   | Friends Arena              | 50 653   | 0                            |

Légende des couleurs
- Champion de la Ligue des nations 2018-2019
- Vice-champion de la Ligue des nations 2018-2019
- Troisième de la Ligue des nations 2018-2019
- Promu de Ligue B 2018-2019

### Tirage au sort
Les équipes sont attribuées à la Ligue A en fonction de la liste d'accès basée sur le classement général de la précédente édition à une exception près, les équipes promues lors de l'édition précédente sont classées devant les équipes devant être reléguées lors de la première édition, avant que le format de la compétition change. Elles sont réparties en quatre chapeaux de quatre équipes, placées selon leur coefficient.
Le tirage au sort de la phase de ligue a eu lieu au Beurs van Berlage Conference Centre d'Amsterdam, le 3 mars 2020.
| Équipe     | Classement |
| ---------- | ---------- |
| Portugal T | 1          |
| Pays-Bas   | 2          |
| Angleterre | 3          |
| Suisse     | 4          |

| Équipe   | Classement |
| -------- | ---------- |
| Belgique | 5          |
| France   | 6          |
| Espagne  | 7          |
| Italie   | 8          |

| Équipe             | Classement |
| ------------------ | ---------- |
| Bosnie-Herzégovine | 9          |
| Ukraine            | 10         |
| Danemark           | 11         |
| Suède              | 12         |

| Équipe    | Classement |
| --------- | ---------- |
| Croatie   | 13         |
| Pologne   | 14         |
| Allemagne | 15         |
| Islande   | 16         |

## Groupes
Légende des classements
- Qualifiée pour la phase finale
- Relégation en Ligue B

### Groupe 1
| Rang | Équipe             | Pts | J | G | N | P | Bp | Bc | Diff |  | Résultats (▼ dom., ► ext.) |     |     |     |     |
| ---- | ------------------ | --- | - | - | - | - | -- | -- | ---- |  | -------------------------- | --- | --- | --- | --- |
| 1    | Italie             | 12  | 6 | 3 | 3 | 0 | 7  | 2  | +5   |  | Italie                     |     | 1-1 | 2-0 | 1-1 |
| 2    | Pays-Bas           | 11  | 6 | 3 | 2 | 1 | 7  | 4  | +3   |  | Pays-Bas                   | 0-1 |     | 1-0 | 3-1 |
| 3    | Pologne            | 7   | 6 | 2 | 1 | 3 | 6  | 6  | 0    |  | Pologne                    | 0-0 | 1-2 |     | 3-0 |
| 4    | Bosnie-Herzégovine | 2   | 6 | 0 | 2 | 4 | 3  | 11 | -8   |  | Bosnie-Herzégovine         | 0-2 | 0-0 | 1-2 |     |

| 1re journée            | Italie    | 1 - 1   | Bosnie-Herzégovine | Stade Artemio-Franchi, Florence                            |                                                            |
| 4 septembre 2020 20h45 | Sensi 68e | (0 - 0) | 58e Džeko          | Spectateurs : 0 (huis clos) Arbitrage : Tasos Sidiropoulos | Spectateurs : 0 (huis clos) Arbitrage : Tasos Sidiropoulos |
| 4 septembre 2020 20h45 | Rapport   |         |                    | Spectateurs : 0 (huis clos) Arbitrage : Tasos Sidiropoulos | Spectateurs : 0 (huis clos) Arbitrage : Tasos Sidiropoulos |

|       | Pays-Bas     | 1 - 0   | Pologne | Johan Cruyff Arena, Amsterdam                          |                                                        |
| 20h45 | Bergwijn 62e | (0 - 0) |         | Spectateurs : 0 (huis clos) Arbitrage : Georgi Kabakov | Spectateurs : 0 (huis clos) Arbitrage : Georgi Kabakov |
| 20h45 | Rapport      |         |         | Spectateurs : 0 (huis clos) Arbitrage : Georgi Kabakov | Spectateurs : 0 (huis clos) Arbitrage : Georgi Kabakov |

| 2e journée             | Bosnie-Herzégovine      | 1 - 2   | Pologne                 | Stade Bilino-Polje, Zenica                           |                                                      |
| 7 septembre 2020 20h45 | Hajradinović 24e (pen.) | (1 - 1) | 45e Glik · 67e Grosicki | Spectateurs : 0 (huis clos) Arbitrage : Cüneyt Çakır | Spectateurs : 0 (huis clos) Arbitrage : Cüneyt Çakır |
| 7 septembre 2020 20h45 | Rapport                 |         |                         | Spectateurs : 0 (huis clos) Arbitrage : Cüneyt Çakır | Spectateurs : 0 (huis clos) Arbitrage : Cüneyt Çakır |

|       | Pays-Bas | 0 - 1   | Italie        | Johan Cruyff Arena, Amsterdam                       |                                                     |
| 20h45 |          | (0 - 1) | 45+1e Barella | Spectateurs : 0 (huis clos) Arbitrage : Felix Brych | Spectateurs : 0 (huis clos) Arbitrage : Felix Brych |
| 20h45 | Rapport  |         |               | Spectateurs : 0 (huis clos) Arbitrage : Felix Brych | Spectateurs : 0 (huis clos) Arbitrage : Felix Brych |

| 3e journée            | Bosnie-Herzégovine | 0 - 0 | Pays-Bas | Stade Bilino-Polje, Zenica                    |                                               |
| 11 octobre 2020 18h00 |                    |       |          | Spectateurs : 1 600 Arbitrage : István Kovács | Spectateurs : 1 600 Arbitrage : István Kovács |
| 11 octobre 2020 18h00 | Rapport            |       |          | Spectateurs : 1 600 Arbitrage : István Kovács | Spectateurs : 1 600 Arbitrage : István Kovács |

|       | Pologne | 0 - 0 | Italie | Stade Energa, Gdańsk                                        |                                                             |
| 20h45 |         |       |        | Spectateurs : 9 200 Arbitrage : José María Sánchez Martínez | Spectateurs : 9 200 Arbitrage : José María Sánchez Martínez |
| 20h45 | Rapport |       |        | Spectateurs : 9 200 Arbitrage : José María Sánchez Martínez | Spectateurs : 9 200 Arbitrage : José María Sánchez Martínez |

| 4e journée            | Italie         | 1 - 1   | Pays-Bas        | Stadio Atleti Azzurri d'Italia, Bergame      |                                              |
| 14 octobre 2020 20h45 | Pellegrini 16e | (1 - 1) | 25e van de Beek | Spectateurs : 623 Arbitrage : Anthony Taylor | Spectateurs : 623 Arbitrage : Anthony Taylor |
| 14 octobre 2020 20h45 | Rapport        |         |                 | Spectateurs : 623 Arbitrage : Anthony Taylor | Spectateurs : 623 Arbitrage : Anthony Taylor |

|       | Pologne                             | 3 - 0   | Bosnie-Herzégovine | Stade municipal, Wrocław                     |                                              |
| 20h45 | Lewandowski 40e 52e · Linetty 45+1e | (2 - 0) |                    | Spectateurs : 8 152 Arbitrage : Craig Pawson | Spectateurs : 8 152 Arbitrage : Craig Pawson |
| 20h45 | Rapport                             |         |                    | Spectateurs : 8 152 Arbitrage : Craig Pawson | Spectateurs : 8 152 Arbitrage : Craig Pawson |

| 5e journée             | Pays-Bas                     | 3 - 1   | Bosnie-Herzégovine | Johan Cruyff Arena, Amsterdam |                               |
| 15 novembre 2020 18h00 | Wijnaldum 6e 14e · Depay 55e | (2 - 0) | 63e Prevljak       | Arbitrage : François Letexier | Arbitrage : François Letexier |
| 15 novembre 2020 18h00 | Rapport                      |         |                    | Arbitrage : François Letexier | Arbitrage : François Letexier |

|       | Italie                            | 2 - 0   | Pologne | Stadio di Reggio Emilia Città del Tricolore, Reggio d'Émilie |                            |
| 20h45 | Jorginho 27e (pen.) · Berardi 84e | (1 - 0) |         | Arbitrage : Clément Turpin                                   | Arbitrage : Clément Turpin |
| 20h45 | Rapport                           |         |         | Arbitrage : Clément Turpin                                   | Arbitrage : Clément Turpin |

| 6e journée             | Bosnie-Herzégovine | 0 - 2   | Italie                    | Stade Grbavica, Sarajevo      |                               |
| 18 novembre 2020 20h45 |                    | (0 - 1) | 22e Belotti · 68e Berardi | Arbitrage : Artur Soares Dias | Arbitrage : Artur Soares Dias |
| 18 novembre 2020 20h45 | Rapport            |         |                           | Arbitrage : Artur Soares Dias | Arbitrage : Artur Soares Dias |

|       | Pologne    | 1 - 2   | Pays-Bas                         | Stade de Silésie, Chorzów |                           |
| 20h45 | Jóźwiak 6e | (1 - 0) | 77e (pen.) Depay · 84e Wijnaldum | Arbitrage : Orel Grinfeld | Arbitrage : Orel Grinfeld |
| 20h45 | Rapport    |         |                                  | Arbitrage : Orel Grinfeld | Arbitrage : Orel Grinfeld |

### Groupe 2
| Rang | Équipe     | Pts | J | G | N | P | Bp | Bc | Diff |  | Résultats (▼ dom., ► ext.) |     |     |     |     |
| ---- | ---------- | --- | - | - | - | - | -- | -- | ---- |  | -------------------------- | --- | --- | --- | --- |
| 1    | Belgique   | 15  | 6 | 5 | 0 | 1 | 16 | 6  | +10  |  | Belgique                   |     | 4-2 | 2-0 | 5-1 |
| 2    | Danemark   | 10  | 6 | 3 | 1 | 2 | 8  | 7  | +1   |  | Danemark                   | 0-2 |     | 0-0 | 2-1 |
| 3    | Angleterre | 10  | 6 | 3 | 1 | 2 | 7  | 4  | +3   |  | Angleterre                 | 2-1 | 0-1 |     | 4-0 |
| 4    | Islande    | 0   | 6 | 0 | 0 | 6 | 3  | 17 | -14  |  | Islande                    | 1-2 | 0-3 | 0-1 |     |

| 1re journée                    | Islande | 0 - 1   | Angleterre            | Laugardalsvöllur, Reykjavik                              |                                                          |
| 5 septembre 2020 18h00 (16h00) |         | (0 - 0) | 90+2e (pen.) Sterling | Spectateurs : 0 (huis clos) Arbitrage : Srdjan Jovanović | Spectateurs : 0 (huis clos) Arbitrage : Srdjan Jovanović |
| 5 septembre 2020 18h00 (16h00) | Rapport |         |                       | Spectateurs : 0 (huis clos) Arbitrage : Srdjan Jovanović | Spectateurs : 0 (huis clos) Arbitrage : Srdjan Jovanović |

|       | Danemark | 0 - 2   | Belgique                  | Parken Stadium, Copenhague                             |                                                        |
| 20h45 |          | (0 - 1) | 10e Denayer · 77e Mertens | Spectateurs : 0 (huis clos) Arbitrage : Sandro Schärer | Spectateurs : 0 (huis clos) Arbitrage : Sandro Schärer |
| 20h45 | Rapport  |         |                           | Spectateurs : 0 (huis clos) Arbitrage : Sandro Schärer | Spectateurs : 0 (huis clos) Arbitrage : Sandro Schärer |

| 2e journée             | Belgique                                                | 5 - 1   | Islande            | Stade Roi Baudouin, Bruxelles                            |                                                          |
| 8 septembre 2020 20h45 | Witsel 13e · Batshuayi 17e 69e · Mertens 50e · Doku 80e | (2 - 1) | 11e H. Friðjónsson | Spectateurs : 0 (huis clos) Arbitrage : Paweł Raczkowski | Spectateurs : 0 (huis clos) Arbitrage : Paweł Raczkowski |
| 8 septembre 2020 20h45 | Rapport                                                 |         |                    | Spectateurs : 0 (huis clos) Arbitrage : Paweł Raczkowski | Spectateurs : 0 (huis clos) Arbitrage : Paweł Raczkowski |

|       | Danemark | 0 - 0 | Angleterre | Parken Stadium, Copenhague                            |                                                       |
| 20h45 |          |       |            | Spectateurs : 0 (huis clos) Arbitrage : István Kovács | Spectateurs : 0 (huis clos) Arbitrage : István Kovács |
| 20h45 | Rapport  |       |            | Spectateurs : 0 (huis clos) Arbitrage : István Kovács | Spectateurs : 0 (huis clos) Arbitrage : István Kovács |

| 3e journée                    | Angleterre                      | 2 - 1   | Belgique          | Stade de Wembley, Londres                              |                                                        |
| 11 octobre 2020 18h00 (17h00) | Rashford 39e (pen.) · Mount 65e | (1 - 1) | 16e (pen.) Lukaku | Spectateurs : 0 (huis clos) Arbitrage : Tobias Stieler | Spectateurs : 0 (huis clos) Arbitrage : Tobias Stieler |
| 11 octobre 2020 18h00 (17h00) | Rapport                         |         |                   | Spectateurs : 0 (huis clos) Arbitrage : Tobias Stieler | Spectateurs : 0 (huis clos) Arbitrage : Tobias Stieler |

|               | Islande | 0 - 3   | Danemark                                        | Laugardalsvöllur, Reykjavik                |                                            |
| 20h45 (18h45) |         | (0 - 1) | 45e (csc) Sigurjónsson · 46e Eriksen · 61e Skov | Spectateurs : 60 Arbitrage : Bojan Pandžić | Spectateurs : 60 Arbitrage : Bojan Pandžić |
| 20h45 (18h45) | Rapport |         |                                                 | Spectateurs : 60 Arbitrage : Bojan Pandžić | Spectateurs : 60 Arbitrage : Bojan Pandžić |

| 4e journée                    | Islande       | 1 - 2   | Belgique             | Laugardalsvöllur, Reykjavik                 |                                             |
| 14 octobre 2020 20h45 (18h45) | Sævarsson 17e | (1 - 2) | 9e 38e (pen.) Lukaku | Spectateurs : 60 Arbitrage : Vitali Mechkov | Spectateurs : 60 Arbitrage : Vitali Mechkov |
| 14 octobre 2020 20h45 (18h45) | Rapport       |         |                      | Spectateurs : 60 Arbitrage : Vitali Mechkov | Spectateurs : 60 Arbitrage : Vitali Mechkov |

|               | Angleterre | 0 - 1   | Danemark           | Stade de Wembley, Londres                                 |                                                           |
| 20h45 (19h45) |            | (0 - 1) | 35e (pen.) Eriksen | Spectateurs : 0 (huis clos) Arbitrage : Jesús Gil Manzano | Spectateurs : 0 (huis clos) Arbitrage : Jesús Gil Manzano |
| 20h45 (19h45) | Rapport    |         |                    | Spectateurs : 0 (huis clos) Arbitrage : Jesús Gil Manzano | Spectateurs : 0 (huis clos) Arbitrage : Jesús Gil Manzano |

| 5e journée             | Belgique                    | 2 - 0   | Angleterre | Den Dreef, Louvain                                     |                                                        |
| 15 novembre 2020 20h45 | Tielemans 10e · Mertens 24e | (2 - 0) |            | Spectateurs : 0 (huis clos) Arbitrage : Danny Makkelie | Spectateurs : 0 (huis clos) Arbitrage : Danny Makkelie |
| 15 novembre 2020 20h45 | Rapport                     |         |            | Spectateurs : 0 (huis clos) Arbitrage : Danny Makkelie | Spectateurs : 0 (huis clos) Arbitrage : Danny Makkelie |

|       | Danemark                        | 2 - 1   | Islande         | Parken Stadium, Copenhague   |                              |
| 20h45 | Eriksen 12e (pen.) 90+2e (pen.) | (1 - 0) | 85e Kjartansson | Arbitrage : Halil Umut Meler | Arbitrage : Halil Umut Meler |
| 20h45 | Rapport                         |         |                 | Arbitrage : Halil Umut Meler | Arbitrage : Halil Umut Meler |

| 6e journée                     | Angleterre                           | 4 - 0   | Islande | Stade de Wembley, Londres   |                             |
| 18 novembre 2020 20h45 (19h45) | Rice 20e · Mount 24e · Foden 80e 84e | (2 - 0) |         | Arbitrage : Fabio Verissimo | Arbitrage : Fabio Verissimo |
| 18 novembre 2020 20h45 (19h45) | Rapport                              |         |         | Arbitrage : Fabio Verissimo | Arbitrage : Fabio Verissimo |

|       | Belgique                                      | 4 - 2   | Danemark                    | Den Dreef, Louvain                                    |                                                       |
| 20h45 | Tielemans 3e · Lukaku 57e 69e · De Bruyne 87e | (1 - 1) | 17e Wind · 86e (csc) Chadli | Spectateurs : 0 (huis clos) Arbitrage : Slavko Vinčić | Spectateurs : 0 (huis clos) Arbitrage : Slavko Vinčić |
| 20h45 | Rapport                                       |         |                             | Spectateurs : 0 (huis clos) Arbitrage : Slavko Vinčić | Spectateurs : 0 (huis clos) Arbitrage : Slavko Vinčić |

### Groupe 3
| Rang | Équipe     | Pts | J | G | N | P | Bp | Bc | Diff |  | Résultats (▼ dom., ► ext.) |     |     |     |     |
| ---- | ---------- | --- | - | - | - | - | -- | -- | ---- |  | -------------------------- | --- | --- | --- | --- |
| 1    | France     | 16  | 6 | 5 | 1 | 0 | 12 | 5  | +7   |  | France                     |     | 0-0 | 4-2 | 4-2 |
| 2    | Portugal T | 13  | 6 | 4 | 1 | 1 | 12 | 4  | +8   |  | Portugal T                 | 0-1 |     | 4-1 | 3-0 |
| 3    | Croatie    | 3   | 6 | 1 | 0 | 5 | 9  | 16 | -7   |  | Croatie                    | 1-2 | 2-3 |     | 2-1 |
| 4    | Suède      | 3   | 6 | 1 | 0 | 5 | 5  | 13 | -8   |  | Suède                      | 0-1 | 0-2 | 2-1 |     |

| 1re journée                    | Portugal                                               | 4 - 1   | Croatie        | Stade du Dragon, Porto                               |                                                      |
| 5 septembre 2020 20h45 (19h45) | Cancelo 42e · D. Jota 59e · Félix 71e · A. Silva 90+6e | (1 - 0) | 90+2e Petković | Spectateurs : 0 (huis clos) Arbitrage : Davide Massa | Spectateurs : 0 (huis clos) Arbitrage : Davide Massa |
| 5 septembre 2020 20h45 (19h45) | Rapport                                                |         |                | Spectateurs : 0 (huis clos) Arbitrage : Davide Massa | Spectateurs : 0 (huis clos) Arbitrage : Davide Massa |

|       | Suède   | 0 - 1   | France     | Friends Arena, Solna                                     |                                                          |
| 20h45 |         | (0 - 1) | 42e Mbappé | Spectateurs : 0 (huis clos) Arbitrage : Szymon Marciniak | Spectateurs : 0 (huis clos) Arbitrage : Szymon Marciniak |
| 20h45 | Rapport |         |            | Spectateurs : 0 (huis clos) Arbitrage : Szymon Marciniak | Spectateurs : 0 (huis clos) Arbitrage : Szymon Marciniak |

| 2e journée             | France                                                                    | 4 - 2   | Croatie                  | Stade de France, Saint-Denis                           |                                                        |
| 8 septembre 2020 20h45 | Griezmann 43e · Livaković 45+1e (csc) · Upamecano 65e · Giroud 77e (pen.) | (2 - 1) | 17e Lovren · 55e Brekalo | Spectateurs : 0 (huis clos) Arbitrage : Ovidiu Hațegan | Spectateurs : 0 (huis clos) Arbitrage : Ovidiu Hațegan |
| 8 septembre 2020 20h45 | Rapport                                                                   |         |                          | Spectateurs : 0 (huis clos) Arbitrage : Ovidiu Hațegan | Spectateurs : 0 (huis clos) Arbitrage : Ovidiu Hațegan |

|       | Suède   | 0 - 2   | Portugal          | Friends Arena, Solna                                   |                                                        |
| 20h45 |         | (0 - 1) | 45+1e 72e Ronaldo | Spectateurs : 0 (huis clos) Arbitrage : Danny Makkelie | Spectateurs : 0 (huis clos) Arbitrage : Danny Makkelie |
| 20h45 | Rapport |         |                   | Spectateurs : 0 (huis clos) Arbitrage : Danny Makkelie | Spectateurs : 0 (huis clos) Arbitrage : Danny Makkelie |

| 3e journée            | Croatie                   | 2 - 1   | Suède    | Stade Maksimir, Zagreb                      |                                             |
| 11 octobre 2020 18h00 | Vlašić 32e · Kramarić 84e | (1 - 0) | 66e Berg | Spectateurs : 2 020 Arbitrage : John Beaton | Spectateurs : 2 020 Arbitrage : John Beaton |
| 11 octobre 2020 18h00 | Rapport                   |         |          | Spectateurs : 2 020 Arbitrage : John Beaton | Spectateurs : 2 020 Arbitrage : John Beaton |

|       | France  | 0 - 0 | Portugal | Stade de France, Saint-Denis                            |                                                         |
| 20h45 |         |       |          | Spectateurs : 1 000 Arbitrage : Carlos del Cerro Grande | Spectateurs : 1 000 Arbitrage : Carlos del Cerro Grande |
| 20h45 | Rapport |       |          | Spectateurs : 1 000 Arbitrage : Carlos del Cerro Grande | Spectateurs : 1 000 Arbitrage : Carlos del Cerro Grande |

| 4e journée                    | Portugal                    | 3 - 0   | Suède | Estádio José Alvalade XXI, Lisbonne             |                                                 |
| 14 octobre 2020 20h45 (19h45) | B. Silva 21e · Jota 44e 72e | (2 - 0) |       | Spectateurs : 5 000 Arbitrage : Srđan Jovanović | Spectateurs : 5 000 Arbitrage : Srđan Jovanović |
| 14 octobre 2020 20h45 (19h45) | Rapport                     |         |       | Spectateurs : 5 000 Arbitrage : Srđan Jovanović | Spectateurs : 5 000 Arbitrage : Srđan Jovanović |

|       | Croatie    | 1 - 2   | France                    | Stade Maksimir, Zagreb                        |                                               |
| 20h45 | Vlašić 65e | (0 - 1) | 8e Griezmann · 79e Mbappé | Spectateurs : 6 266 Arbitrage : Björn Kuipers | Spectateurs : 6 266 Arbitrage : Björn Kuipers |
| 20h45 | Rapport    |         |                           | Spectateurs : 6 266 Arbitrage : Björn Kuipers | Spectateurs : 6 266 Arbitrage : Björn Kuipers |

| 5e journée                     | Portugal | 0 - 1   | France    | Estádio da Luz, Lisbonne                               |                                                        |
| 14 novembre 2020 20h45 (19h45) |          | (0 - 0) | 54e Kanté | Spectateurs : 0 (huis clos) Arbitrage : Tobias Stieler | Spectateurs : 0 (huis clos) Arbitrage : Tobias Stieler |
| 14 novembre 2020 20h45 (19h45) | Rapport  |         |           | Spectateurs : 0 (huis clos) Arbitrage : Tobias Stieler | Spectateurs : 0 (huis clos) Arbitrage : Tobias Stieler |

|       | Suède                            | 2 - 1   | Croatie             | Friends Arena, Solna                                   |                                                        |
| 20h45 | Kulusevski 36e · Danielson 45+2e | (2 - 0) | 82e (csc) Danielson | Spectateurs : 0 (huis clos) Arbitrage : Daniel Siebert | Spectateurs : 0 (huis clos) Arbitrage : Daniel Siebert |
| 20h45 | Rapport                          |         |                     | Spectateurs : 0 (huis clos) Arbitrage : Daniel Siebert | Spectateurs : 0 (huis clos) Arbitrage : Daniel Siebert |

| 6e journée             | Croatie         | 2 - 3   | Portugal                   | Stade de Poljud, Split     |                            |
| 17 novembre 2020 20h45 | Kovačić 29e 65e | (1 - 0) | 52e 90+1e Dias · 60e Félix | Arbitrage : Michael Oliver | Arbitrage : Michael Oliver |
| 17 novembre 2020 20h45 | Rapport         |         |                            | Arbitrage : Michael Oliver | Arbitrage : Michael Oliver |

|       | France                                    | 4 - 2   | Suède                     | Stade de France, Saint-Denis                             |                                                          |
| 20h45 | Giroud 16e 59e · Pavard 36e · Coman 90+5e | (2 - 1) | 4e Claesson · 88e Quaison | Spectateurs : 0 (huis clos) Arbitrage : Alexeï Koulbakov | Spectateurs : 0 (huis clos) Arbitrage : Alexeï Koulbakov |
| 20h45 | Rapport                                   |         |                           | Spectateurs : 0 (huis clos) Arbitrage : Alexeï Koulbakov | Spectateurs : 0 (huis clos) Arbitrage : Alexeï Koulbakov |

### Groupe 4
| Rang | Équipe    | Pts | J | G | N | P | Bp | Bc | Diff |  | Résultats (▼ dom., ► ext.) |     |     |     |     |
| ---- | --------- | --- | - | - | - | - | -- | -- | ---- |  | -------------------------- | --- | --- | --- | --- |
| 1    | Espagne   | 11  | 6 | 3 | 2 | 1 | 13 | 3  | +10  |  | Espagne                    |     | 6-0 | 1-0 | 4-0 |
| 2    | Allemagne | 9   | 6 | 2 | 3 | 1 | 10 | 13 | -3   |  | Allemagne                  | 1-1 |     | 3-3 | 3-1 |
| 3    | Suisse    | 6   | 6 | 1 | 3 | 2 | 9  | 8  | +1   |  | Suisse                     | 1-1 | 1-1 |     | 3-0 |
| 4    | Ukraine   | 6   | 6 | 2 | 0 | 4 | 5  | 13 | -8   |  | Ukraine                    | 1-0 | 1-2 | 2-1 |     |

| 1re journée            | Allemagne  | 1 - 1   | Espagne    | Mercedes-Benz Arena, Stuttgart                         |                                                        |
| 3 septembre 2020 20h45 | Werner 52e | (0 - 0) | 90+7e Gayà | Spectateurs : 0 (huis clos) Arbitrage : Daniele Orsato | Spectateurs : 0 (huis clos) Arbitrage : Daniele Orsato |
| 3 septembre 2020 20h45 | Rapport    |         |            | Spectateurs : 0 (huis clos) Arbitrage : Daniele Orsato | Spectateurs : 0 (huis clos) Arbitrage : Daniele Orsato |

|               | Ukraine                         | 2 - 1   | Suisse        | Arena Lviv, Lviv                                       |                                                        |
| 20h45 (21h45) | Iarmolenko 14e · Zintchenko 68e | (1 - 1) | 41e Seferović | Spectateurs : 0 (huis clos) Arbitrage : Andreas Ekberg | Spectateurs : 0 (huis clos) Arbitrage : Andreas Ekberg |
| 20h45 (21h45) | Rapport                         |         |               | Spectateurs : 0 (huis clos) Arbitrage : Andreas Ekberg | Spectateurs : 0 (huis clos) Arbitrage : Andreas Ekberg |

| 2e journée             | Espagne                                        | 4 - 0   | Ukraine | Stade Alfredo-Di-Stéfano, Madrid                       |                                                        |
| 6 septembre 2020 20h45 | Ramos 3e (pen.) 29e · Fati 32e · F. Torres 84e | (3 - 0) |         | Spectateurs : 0 (huis clos) Arbitrage : Benoît Bastien | Spectateurs : 0 (huis clos) Arbitrage : Benoît Bastien |
| 6 septembre 2020 20h45 | Rapport                                        |         |         | Spectateurs : 0 (huis clos) Arbitrage : Benoît Bastien | Spectateurs : 0 (huis clos) Arbitrage : Benoît Bastien |

|       | Suisse     | 1 - 1   | Allemagne    | Parc Saint-Jacques, Bâle                               |                                                        |
| 20h45 | Widmer 58e | (0 - 1) | 14e Gündoğan | Spectateurs : 0 (huis clos) Arbitrage : Michael Oliver | Spectateurs : 0 (huis clos) Arbitrage : Michael Oliver |
| 20h45 | Rapport    |         |              | Spectateurs : 0 (huis clos) Arbitrage : Michael Oliver | Spectateurs : 0 (huis clos) Arbitrage : Michael Oliver |

| 3e journée            | Espagne       | 1 - 0   | Suisse | Stade Alfredo-Di-Stéfano, Madrid                      |                                                       |
| 10 octobre 2020 20h45 | Oyarzabal 34e | (1 - 0) |        | Spectateurs : 0 (huis clos) Arbitrage : Ali Palabıyık | Spectateurs : 0 (huis clos) Arbitrage : Ali Palabıyık |
| 10 octobre 2020 20h45 | Rapport       |         |        | Spectateurs : 0 (huis clos) Arbitrage : Ali Palabıyık | Spectateurs : 0 (huis clos) Arbitrage : Ali Palabıyık |

|               | Ukraine               | 1 - 2   | Allemagne                 | NSC Olimpiski, Kiev                            |                                                |
| 20h45 (21h45) | Malinovsky 77e (pen.) | (0 - 1) | 20e Ginter · 49e Goretzka | Spectateurs : 17 573 Arbitrage : Orel Grinfeld | Spectateurs : 17 573 Arbitrage : Orel Grinfeld |
| 20h45 (21h45) | Rapport               |         |                           | Spectateurs : 17 573 Arbitrage : Orel Grinfeld | Spectateurs : 17 573 Arbitrage : Orel Grinfeld |

| 4e journée            | Allemagne                             | 3 - 3   | Suisse                          | RheinEnergieStadion, Cologne                         |                                                      |
| 13 octobre 2020 20h45 | Werner 28e · Havertz 55e · Gnabry 60e | (1 - 2) | 5e 57e Gavranović · 26e Freuler | Spectateurs : 0 (huis clos) Arbitrage : Ruddy Buquet | Spectateurs : 0 (huis clos) Arbitrage : Ruddy Buquet |
| 13 octobre 2020 20h45 | Rapport                               |         |                                 | Spectateurs : 0 (huis clos) Arbitrage : Ruddy Buquet | Spectateurs : 0 (huis clos) Arbitrage : Ruddy Buquet |

|               | Ukraine       | 1 - 0   | Espagne | NSC Olimpiski, Kiev                        |                                            |
| 20h45 (21h45) | Tsyhankov 76e | (0 - 0) |         | Spectateurs : 10 495 Arbitrage : Paweł Gil | Spectateurs : 10 495 Arbitrage : Paweł Gil |
| 20h45 (21h45) | Rapport       |         |         | Spectateurs : 10 495 Arbitrage : Paweł Gil | Spectateurs : 10 495 Arbitrage : Paweł Gil |

| 5e journée             | Allemagne                 | 3 - 1   | Ukraine         | Red Bull Arena, Leipzig    |                            |
| 14 novembre 2020 20h45 | Sané 23e · Werner 33e 64e | (2 - 1) | 12e Iaremtchouk | Arbitrage : Ovidiu Hațegan | Arbitrage : Ovidiu Hațegan |
| 14 novembre 2020 20h45 | Rapport                   |         |                 | Arbitrage : Ovidiu Hațegan | Arbitrage : Ovidiu Hațegan |

|       | Suisse      | 1 - 1   | Espagne    | Parc Saint-Jacques, Bâle                               |                                                        |
| 20h45 | Freuler 26e | (1 - 0) | 89e Moreno | Spectateurs : 0 (huis clos) Arbitrage : William Collum | Spectateurs : 0 (huis clos) Arbitrage : William Collum |
| 20h45 | Rapport     |         |            | Spectateurs : 0 (huis clos) Arbitrage : William Collum | Spectateurs : 0 (huis clos) Arbitrage : William Collum |

| 6e journée             | Espagne                                                     | 6 - 0   | Allemagne | Stade olympique, Séville   |                            |
| 17 novembre 2020 20h45 | Morata 17e · Torres 33e 55e 71e · Rodri 38e · Oyarzabal 89e | (3 - 0) |           | Arbitrage : Andreas Ekberg | Arbitrage : Andreas Ekberg |
| 17 novembre 2020 20h45 | Rapport                                                     |         |           | Arbitrage : Andreas Ekberg | Arbitrage : Andreas Ekberg |

| Rencontre annulée | Suisse  | 3 - 0 (tapis vert) | Ukraine | Swissporarena, Lucerne                   |                                          |
| 20h45             |         |                    |         | Arbitrage : Anastasios Sidiropoulos (en) | Arbitrage : Anastasios Sidiropoulos (en) |
| 20h45             | Rapport |                    |         | Arbitrage : Anastasios Sidiropoulos (en) | Arbitrage : Anastasios Sidiropoulos (en) |

## Classement général
Légende des classements
- Qualifié pour la phase finale
- Relégation en Ligue B pour la saison 2022-2023

| Classement de la phase de groupe \| Ligue A \| Ligue A \| Ligue A \| Ligue A \| Ligue A \| Ligue A \| Ligue A \| Ligue A \| Ligue A \| Ligue A \| Ligue A \| \| Rang \| Nation \| Parcours \| Gr. \| MJ \| G \| N \| P \| Pts \| Bp \| Bc \| \| ------- \| ------------------ \| ------------------------------- \| ------- \| ------- \| ------- \| ------- \| ------- \| ------- \| ------- \| ------- \| \| 1re \| France \| Meilleur premier de groupe \| 3 \| 6 \| 5 \| 1 \| 0 \| 16 \| 12 \| 5 \| \| 2e \| Belgique \| 2e meilleur premier de groupe \| 2 \| 6 \| 5 \| 0 \| 1 \| 15 \| 16 \| 6 \| \| 3e \| Italie \| 3e meilleur premier de groupe \| 1 \| 6 \| 3 \| 3 \| 0 \| 12 \| 7 \| 2 \| \| 4e \| Espagne \| 4e meilleur premier de groupe \| 4 \| 6 \| 3 \| 2 \| 1 \| 11 \| 13 \| 3 \| \| \| \| \| \| \| \| \| \| \| \| \| \| 5e \| Portugal \| Meilleur deuxième de groupe \| 3 \| 6 \| 4 \| 1 \| 1 \| 13 \| 12 \| 4 \| \| 6e \| Pays-Bas \| 2e meilleur deuxième de groupe \| 1 \| 6 \| 3 \| 2 \| 1 \| 11 \| 7 \| 4 \| \| 7e \| Danemark \| 3e meilleur deuxième de groupe \| 2 \| 6 \| 3 \| 1 \| 2 \| 10 \| 8 \| 7 \| \| 8e \| Allemagne \| 4e meilleur deuxième de groupe \| 4 \| 6 \| 2 \| 3 \| 1 \| 9 \| 10 \| 13 \| \| \| \| \| \| \| \| \| \| \| \| \| \| 9e \| Angleterre \| Meilleur troisième de groupe \| 2 \| 6 \| 3 \| 1 \| 2 \| 10 \| 7 \| 4 \| \| 10e \| Pologne \| 2e meilleur troisième de groupe \| 1 \| 6 \| 2 \| 1 \| 3 \| 7 \| 6 \| 6 \| \| 11e \| Suisse \| 3e meilleur troisième de groupe \| 4 \| 6 \| 1 \| 3 \| 2 \| 6 \| 9 \| 8 \| \| 12e \| Croatie \| 4e meilleur troisième de groupe \| 3 \| 6 \| 1 \| 0 \| 5 \| 3 \| 9 \| 16 \| \| \| \| \| \| \| \| \| \| \| \| \| \| 13e \| Ukraine \| Meilleur quatrième de groupe \| 4 \| 6 \| 2 \| 0 \| 4 \| 6 \| 5 \| 13 \| \| 14e \| Suède \| 2e meilleur quatrième de groupe \| 3 \| 6 \| 1 \| 0 \| 5 \| 3 \| 5 \| 13 \| \| 15e \| Bosnie-Herzégovine \| 3e meilleur quatrième de groupe \| 1 \| 6 \| 0 \| 2 \| 4 \| 2 \| 3 \| 11 \| \| 16e \| Islande \| 4e meilleur quatrième de groupe \| 2 \| 6 \| 0 \| 0 \| 6 \| 0 \| 3 \| 17 \| |                    |                                 |     |    |   |   |   |     |    |    |
| Ligue A |                    |                                 |     |    |   |   |   |     |    |    |
| Rang | Nation             | Parcours                        | Gr. | MJ | G | N | P | Pts | Bp | Bc |
| 1re | France             | Meilleur premier de groupe      | 3   | 6  | 5 | 1 | 0 | 16  | 12 | 5  |
| 2e | Belgique           | 2e meilleur premier de groupe   | 2   | 6  | 5 | 0 | 1 | 15  | 16 | 6  |
| 3e | Italie             | 3e meilleur premier de groupe   | 1   | 6  | 3 | 3 | 0 | 12  | 7  | 2  |
| 4e | Espagne            | 4e meilleur premier de groupe   | 4   | 6  | 3 | 2 | 1 | 11  | 13 | 3  |
| |                    |                                 |     |    |   |   |   |     |    |    |
| 5e | Portugal           | Meilleur deuxième de groupe     | 3   | 6  | 4 | 1 | 1 | 13  | 12 | 4  |
| 6e | Pays-Bas           | 2e meilleur deuxième de groupe  | 1   | 6  | 3 | 2 | 1 | 11  | 7  | 4  |
| 7e | Danemark           | 3e meilleur deuxième de groupe  | 2   | 6  | 3 | 1 | 2 | 10  | 8  | 7  |
| 8e | Allemagne          | 4e meilleur deuxième de groupe  | 4   | 6  | 2 | 3 | 1 | 9   | 10 | 13 |
| |                    |                                 |     |    |   |   |   |     |    |    |
| 9e | Angleterre         | Meilleur troisième de groupe    | 2   | 6  | 3 | 1 | 2 | 10  | 7  | 4  |
| 10e | Pologne            | 2e meilleur troisième de groupe | 1   | 6  | 2 | 1 | 3 | 7   | 6  | 6  |
| 11e | Suisse             | 3e meilleur troisième de groupe | 4   | 6  | 1 | 3 | 2 | 6   | 9  | 8  |
| 12e | Croatie            | 4e meilleur troisième de groupe | 3   | 6  | 1 | 0 | 5 | 3   | 9  | 16 |
| |                    |                                 |     |    |   |   |   |     |    |    |
| 13e | Ukraine            | Meilleur quatrième de groupe    | 4   | 6  | 2 | 0 | 4 | 6   | 5  | 13 |
| 14e | Suède              | 2e meilleur quatrième de groupe | 3   | 6  | 1 | 0 | 5 | 3   | 5  | 13 |
| 15e | Bosnie-Herzégovine | 3e meilleur quatrième de groupe | 1   | 6  | 0 | 2 | 4 | 2   | 3  | 11 |
| 16e | Islande            | 4e meilleur quatrième de groupe | 2   | 6  | 0 | 0 | 6 | 0   | 3  | 17 |

## Tableau final
|  | Demi-finales                                        | Demi-finales                              |                        |   | Finale                                     | Finale                                     |
|  | Demi-finales                                        | Demi-finales                              |                        |   | Finale                                     | Finale                                     |
|  |                                                     |                                           |                        |   |                                            |                                            |
|  | Mercredi 6 octobre 2021 à San Siro, Milan           | Mercredi 6 octobre 2021 à San Siro, Milan |                        |   | Dimanche 10 octobre 2021 à San Siro, Milan | Dimanche 10 octobre 2021 à San Siro, Milan |
|  | Mercredi 6 octobre 2021 à San Siro, Milan           | Mercredi 6 octobre 2021 à San Siro, Milan |                        |   | Dimanche 10 octobre 2021 à San Siro, Milan | Dimanche 10 octobre 2021 à San Siro, Milan |
|  | Italie                                              | 1                                         |                        |   | Dimanche 10 octobre 2021 à San Siro, Milan | Dimanche 10 octobre 2021 à San Siro, Milan |
|  | Italie                                              | 1                                         |                        |   | Dimanche 10 octobre 2021 à San Siro, Milan | Dimanche 10 octobre 2021 à San Siro, Milan |
|  | Espagne                                             | 2                                         |                        |   | Dimanche 10 octobre 2021 à San Siro, Milan | Dimanche 10 octobre 2021 à San Siro, Milan |
|  | Espagne                                             | 2                                         | Espagne                | 1 |                                            |                                            |
|  | Jeudi 7 octobre 2021 au Juventus Stadium, Turin     |                                           | Espagne                | 1 |                                            |                                            |
|  |                                                     | France                                    | 2                      |   |                                            |                                            |
|  | Belgique                                            | France                                    | 2                      | 2 |                                            |                                            |
|  | Belgique                                            |                                           |                        | 2 |                                            |                                            |
|  | France                                              | 3                                         |                        |   |                                            |                                            |
|  | France                                              | 3                                         | Match pour la 3e place |   |                                            |                                            |
|  |                                                     |                                           |                        |   |                                            |                                            |
|  | Dimanche 10 octobre 2021 au Juventus Stadium, Turin |                                           |                        |   |                                            |                                            |
|  |                                                     |                                           |                        |   |                                            |                                            |
|  | Italie                                              | 2                                         |                        |   |                                            |                                            |
|  | Italie                                              | 2                                         |                        |   |                                            |                                            |
|  | Belgique                                            | 1                                         |                        |   |                                            |                                            |
|  | Belgique                                            | 1                                         |                        |   |                                            |                                            |

### Demi-finales
| Match 1                             | Italie         | 1 - 2   | Espagne             | San Siro, Milan                                                                |                                                                                |
| Mercredi 6 octobre 2021 20h45 UTC+1 | Pellegrini 83e | (0 - 2) | 17e 45+2e F. Torres | Spectateurs : 33 524 Arbitrage : Sergei Karasev Arbitre vidéo : Pol van Boekel | Spectateurs : 33 524 Arbitrage : Sergei Karasev Arbitre vidéo : Pol van Boekel |
| Mercredi 6 octobre 2021 20h45 UTC+1 | Rapport        |         |                     | Spectateurs : 33 524 Arbitrage : Sergei Karasev Arbitre vidéo : Pol van Boekel | Spectateurs : 33 524 Arbitrage : Sergei Karasev Arbitre vidéo : Pol van Boekel |

| Match 2                          | Belgique                  | 2 - 3   | France                                             | Juventus Stadium, Turin                                                           |                                                                                   |
| Jeudi 7 octobre 2021 20h45 UTC+1 | Carrasco 37e · Lukaku 40e | (2 - 0) | 62e Benzema · 69e (pen.) Mbappé · 90e T. Hernandez | Spectateurs : 12 409 Arbitrage : Daniel Siebert Arbitre vidéo : Christian Dingert | Spectateurs : 12 409 Arbitrage : Daniel Siebert Arbitre vidéo : Christian Dingert |
| Jeudi 7 octobre 2021 20h45 UTC+1 | Rapport                   |         |                                                    | Spectateurs : 12 409 Arbitrage : Daniel Siebert Arbitre vidéo : Christian Dingert | Spectateurs : 12 409 Arbitrage : Daniel Siebert Arbitre vidéo : Christian Dingert |

### Match pour la troisième place
| Match 3                        | Italie                           | 2 - 1   | Belgique         | Juventus Stadium, Turin                                                       |                                                                               |
| Dimanche 10 octobre 2021 15h00 | Barella 46e · Berardi 65e (pen.) | (0 - 0) | 86e De Ketelaere | Spectateurs : 16 724 Arbitrage : Srdjan Jovanović Arbitre vidéo : Marco Fritz | Spectateurs : 16 724 Arbitrage : Srdjan Jovanović Arbitre vidéo : Marco Fritz |
| Dimanche 10 octobre 2021 15h00 | Rapport                          |         |                  | Spectateurs : 16 724 Arbitrage : Srdjan Jovanović Arbitre vidéo : Marco Fritz | Spectateurs : 16 724 Arbitrage : Srdjan Jovanović Arbitre vidéo : Marco Fritz |

### Finale
| Match 4                     | Espagne                   | 1 - 2   | France                             | San Siro, Milan                                                                |                                                                                |
| 10 octobre 2021 20h45 UTC+1 | ( Busquets) Oyarzabal 64e | (0 - 0) | 66e Benzema (Mbappé ) · 80e Mbappé | Spectateurs : 31 511 Arbitrage : Anthony Taylor Arbitre vidéo : Stuart Attwell | Spectateurs : 31 511 Arbitrage : Anthony Taylor Arbitre vidéo : Stuart Attwell |
| 10 octobre 2021 20h45 UTC+1 | Rapport                   |         |                                    | Spectateurs : 31 511 Arbitrage : Anthony Taylor Arbitre vidéo : Stuart Attwell | Spectateurs : 31 511 Arbitrage : Anthony Taylor Arbitre vidéo : Stuart Attwell |

| Espagne | France |

|                 | 23 | Unai Simón        |     |     |
|                 | 17 | Marcos Alonso     |     |     |
|                 | 12 | Eric García       |     |     |
|                 | 19 | Aymeric Laporte   | 86e |     |
|                 | 2  | César Azpilicueta |     |     |
|                 | 16 | Rodri             |     | 84e |
|                 | 5  | Sergio Busquets   |     |     |
|                 | 9  | Gavi              |     | 75e |
|                 | 22 | Pablo Sarabia     |     | 61e |
|                 | 21 | Mikel Oyarzabal   |     |     |
|                 | 11 | Ferran Torres     |     | 84e |
| Remplaçants :   |    |                   |     |     |
|                 | 7  | Yeremi Pino       |     | 61e |
|                 | 8  | Koke              |     | 75e |
|                 | 20 | Mikel Merino      |     | 84e |
|                 | 18 | Pablo Fornals     |     | 84e |
| Sélectionneur : |    |                   |     |     |
| Luis Enrique    |    |                   |     |     |

|                  | 1  | Hugo Lloris         |     |       |
|                  | 3  | Presnel Kimpembe    |     |       |
|                  | 4  | Raphaël Varane      |     | 43e   |
|                  | 5  | Jules Koundé        | 55e |       |
|                  | 22 | Théo Hernandez      |     |       |
|                  | 6  | Paul Pogba          | 46e |       |
|                  | 8  | Aurélien Tchouaméni |     |       |
|                  | 2  | Benjamin Pavard     |     | 79e   |
|                  | 7  | Antoine Griezmann   |     | 90+2e |
|                  | 10 | Kylian Mbappé       | 90e |       |
|                  | 19 | Karim Benzema       |     |       |
| Remplaçants :    |    |                     |     |       |
|                  | 15 | Dayot Upamecano     |     | 43e   |
|                  | 12 | Léo Dubois          |     | 79e   |
|                  | 17 | Jordan Veretout     |     | 90+2e |
| Sélectionneur :  |    |                     |     |       |
| Didier Deschamps |    |                     |     |       |

| Homme du match: Karim Benzema |

## Buteurs
| 6 buts - Romelu Lukaku (dont 2 penalties) - Ferran Torres | 4 buts - Kylian Mbappé (dont 1 penalty) - Timo Werner - Christian Eriksen (dont 3 penalties) | 3 buts - Dries Mertens - Mikel Oyarzabal - Olivier Giroud (dont 1 penalty) - Domenico Berardi - Georginio Wijnaldum - Diogo Jota |  |

2 buts
- Phil Foden
- Mason Mount
- Michy Batshuayi
- Youri Tielemans
- Mateo Kovačić
- Nikola Vlašić
- Sergio Ramos (dont 1 penalty)
- Karim Benzema
- Antoine Griezmann
- Nicolò Barella
- Lorenzo Pellegrini
- Memphis Depay (dont 1 penalty)
- Robert Lewandowski
- Rúben Dias
- João Félix
- Cristiano Ronaldo
- Remo Freuler
- Mario Gavranović

1 but
- Matthias Ginter
- Serge Gnabry
- Leon Goretzka
- İlkay Gündoğan
- Kai Havertz
- Leroy Sané
- Marcus Rashford (dont 1 penalty)
- Declan Rice
- Raheem Sterling (dont 1 penalty)
- Yannick Carrasco
- Kevin De Bruyne
- Charles De Ketelaere
- Jason Denayer
- Jérémy Doku
- Axel Witsel
- Edin Džeko
- Haris Hajradinović (dont 1 penalty)
- Smail Prevljak
- Josip Brekalo
- Andrej Kramarić
- Dejan Lovren
- Bruno Petković
- Robert Skov
- Jonas Wind
- Ansu Fati
- José Gayà
- Álvaro Morata
- Gerard Moreno
- Rodri
- Kingsley Coman
- N'Golo Kanté
- Benjamin Pavard
- Dayot Upamecano
- Théo Hernandez
- Hólmbert Friðjónsson
- Viðar Örn Kjartansson
- Birkir Sævarsson
- Andrea Belotti
- Jorginho (dont 1 penalty)
- Stefano Sensi
- Donny van de Beek
- Steven Bergwijn
- Kamil Glik
- Kamil Grosicki
- Kamil Jóźwiak
- Karol Linetty
- João Cancelo
- André Silva
- Bernardo Silva
- Marcus Berg
- Viktor Claesson
- Marcus Danielson
- Dejan Kulusevski
- Robin Quaison
- Haris Seferović
- Silvan Widmer
- Roman Iaremtchouk
- Andri Iarmolenko
- Rouslan Malinovsky
- Viktor Tsyhankov
- Olexandre Zintchenko

1 csc
- Nacer Chadli (pour le  Danemark)
- Dominik Livaković (pour la  France)
- Rúnar Már Sigurjónsson (pour le  Danemark)
- Marcus Danielson (pour la  Croatie)

## Hommes du match
2 fois
- Romelu Lukaku
- Ibrahim Šehić
- Christian Eriksen
- Ferran Torres
- Antoine Griezmann
- Kylian Mbappé
- Domenico Berardi
- Diogo Jota

1 fois
- Bernd Leno
- Kai Havertz
- Matthias Ginter
- Timo Werner
- Mason Mount
- Phil Foden
- Dries Mertens
- Kevin De Bruyne
- Youri Tielemans
- Andrej Kramarić
- Andreas Christensen
- Kasper Schmeichel
- David de Gea
- Mikel Oyarzabal
- Sergio Ramos
- Karim Benzema
- N'Golo Kanté
- Olivier Giroud
- Presnel Kimpembe
- Nicolò Barella
- Kári Árnason
- Georginio Wijnaldum
- Jasper Cillessen
- Steven Bergwijn
- Kamil Grosicki
- Kamil Glik
- Robert Lewandowski
- Cristiano Ronaldo
- Rúben Dias
- Dejan Kulusevski
- Yann Sommer
- Heorhi Bouchtchan
- Andri Iarmolenko